# شنگل‌آباد (شبستر)
روستای شنگل‌آباد از توابع شهرستان شبستر و در ۵ کیلومتری جنوب شهر شبستر واقع است.
روستای شنگل آباد از شمال به شهرستان شبستر، از شرق به شهر وایقان، از غرب به شهر سرسبز شندآباد و از سمت جنوب به دریاچه ارومیه منتهی می‌شود.

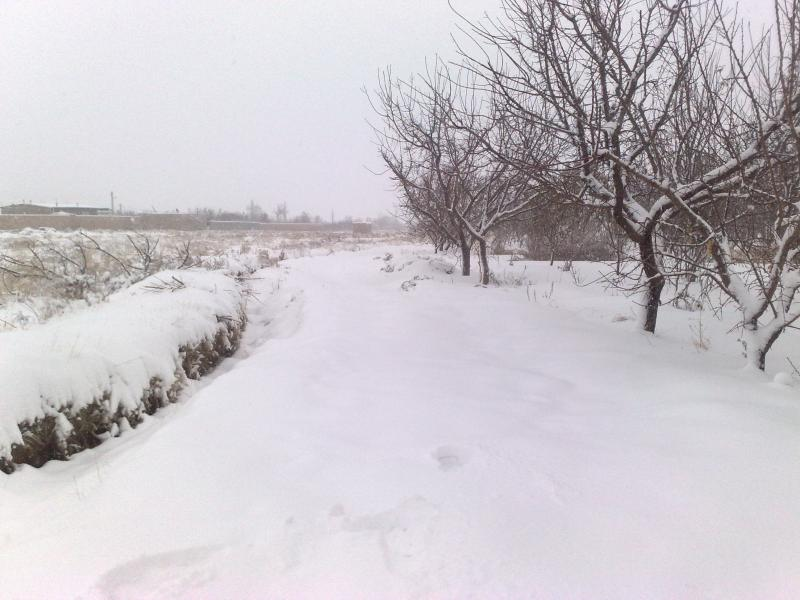
برف زمستان سال ۱۳۹۳

## پیشینه
تاریخچه روستای شنگل آباد به گذشته‌های دور برمیگردد، این روستا بخشی از یک روستای بزرگ و باستانی به نام «امیران» یا «مران» بوده‌است که بر اثر زلزله از بین رفته‌است.

این روستای باستانی حدوداً در ۱۵۰۰ متری روستای فعلی قرار داشته‌است.
==

## اثرات تغییرات زمان
در گذشته روستای شنگل آباد روستایی بسیار سرسبز و پرآب بوده‌است ولی با گذشت زمان و بروز خشکسالی، کم‌کم چشمه‌ها و قنات‌ها خشک شدند یا آب آن‌ها به اتمام رسید و از چاه‌های آب، آب شور بیرون می‌آمد و بدین ترتیب این روستا به کم‌آبی دچار شد. حتی نقل شده که در گذشته در نزدیکی دریاچه ارومیه که آب شوری دارن، قناتهای آب شیرین وجود داشته‌است. است

## افراد مشهور روستا
عمران پروینی شنگل آبادی یک فرد مشهور این روستا می‌باشد که در اشتهارد درحال خیاطی می‌باشد..‌‌
محمد متین عظیمی هم مشهور است در روستا

## شغل مردم روستا
در گذشته شغل مردم روستا کشاورزی و دامداری بوده‌است و امروزه نیز اکثر مردم روستا به کشاورزی و دامداری اشتغال دارند. ولی اکثر مردم بخاطر خشکسالی بیکاری و کم‌آبی به شهر شندآباد مهاجرت کرده‌اند.

## زنان روستا
زنان در روستای شنگل آباد نقش بسزایی در تمامی فعالیت‌ها دارند به‌طوری‌که هم در دامداری و هم در کشاورزی همراه با مردان خانواده به کار و فعالیت می‌پردازند.

## امکانات روستا
روستای شنگل آباد دارای نانوایی، غسال خانه، سردخانه، قبرستان، مسجد، سوپر مارکت گران قیمت دارد

## منابع

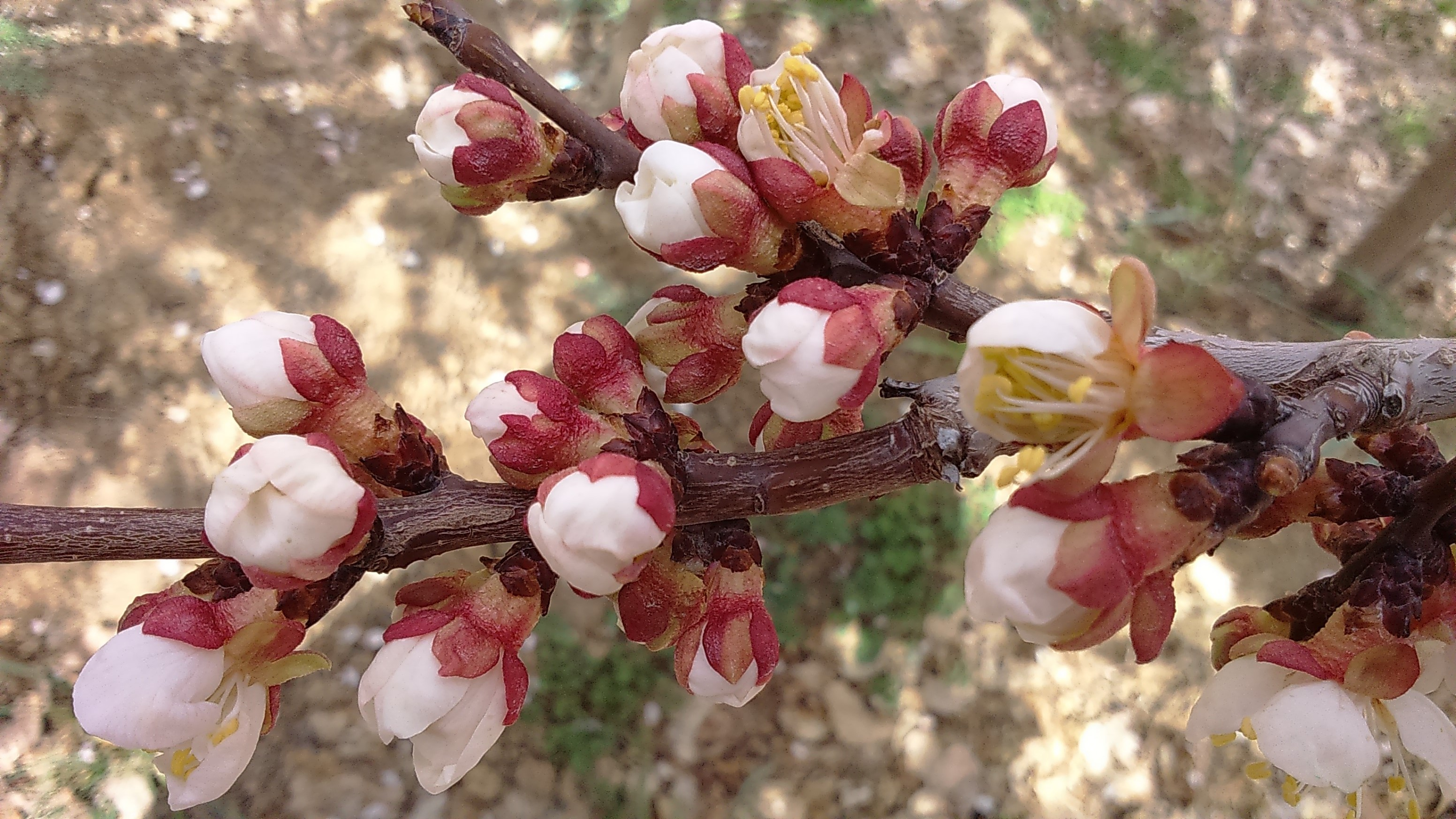
شکوفه درخت بادام در روستای شنگل آباد

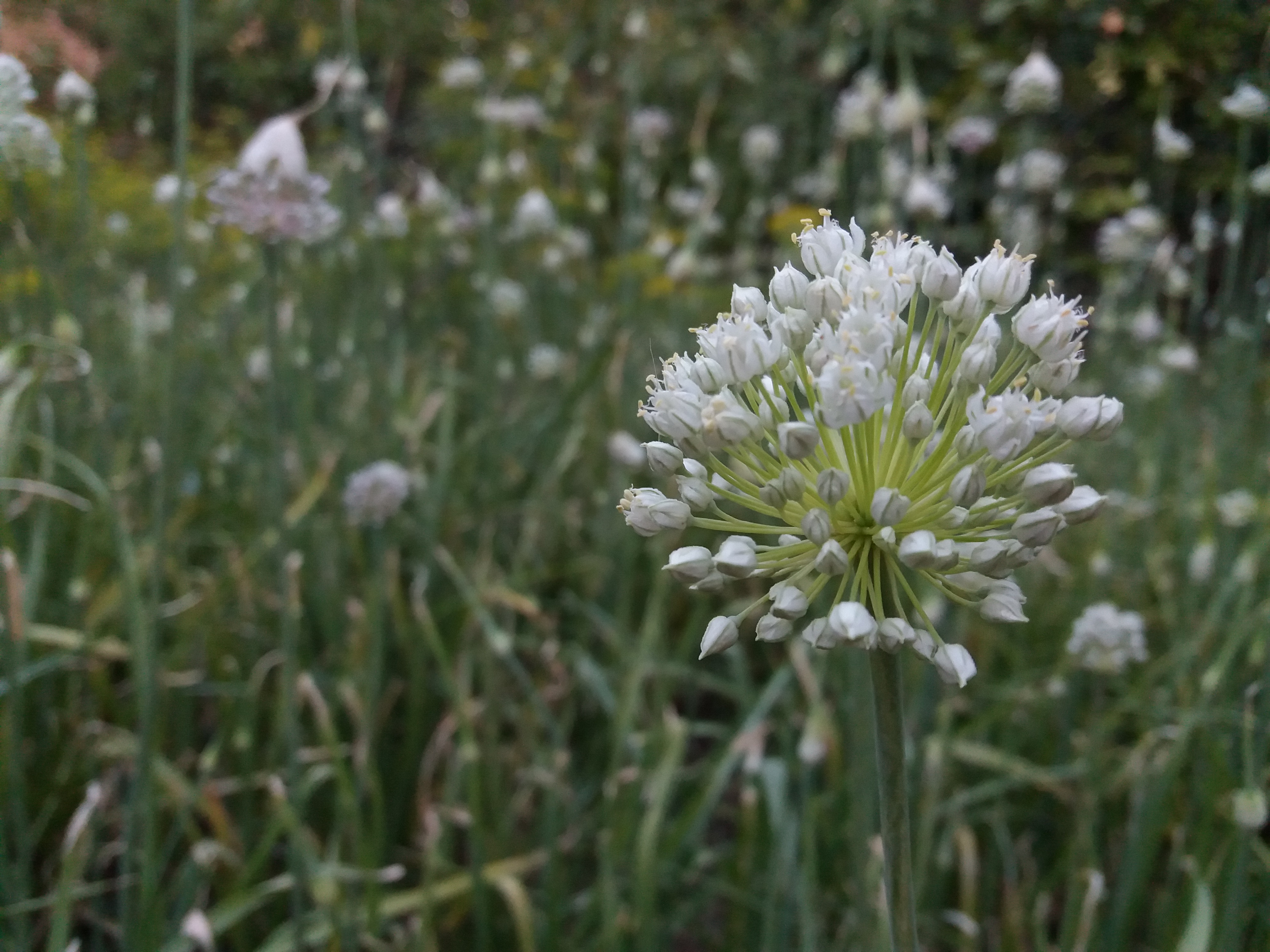
گل سبزی تره در روستای شنگل آباد

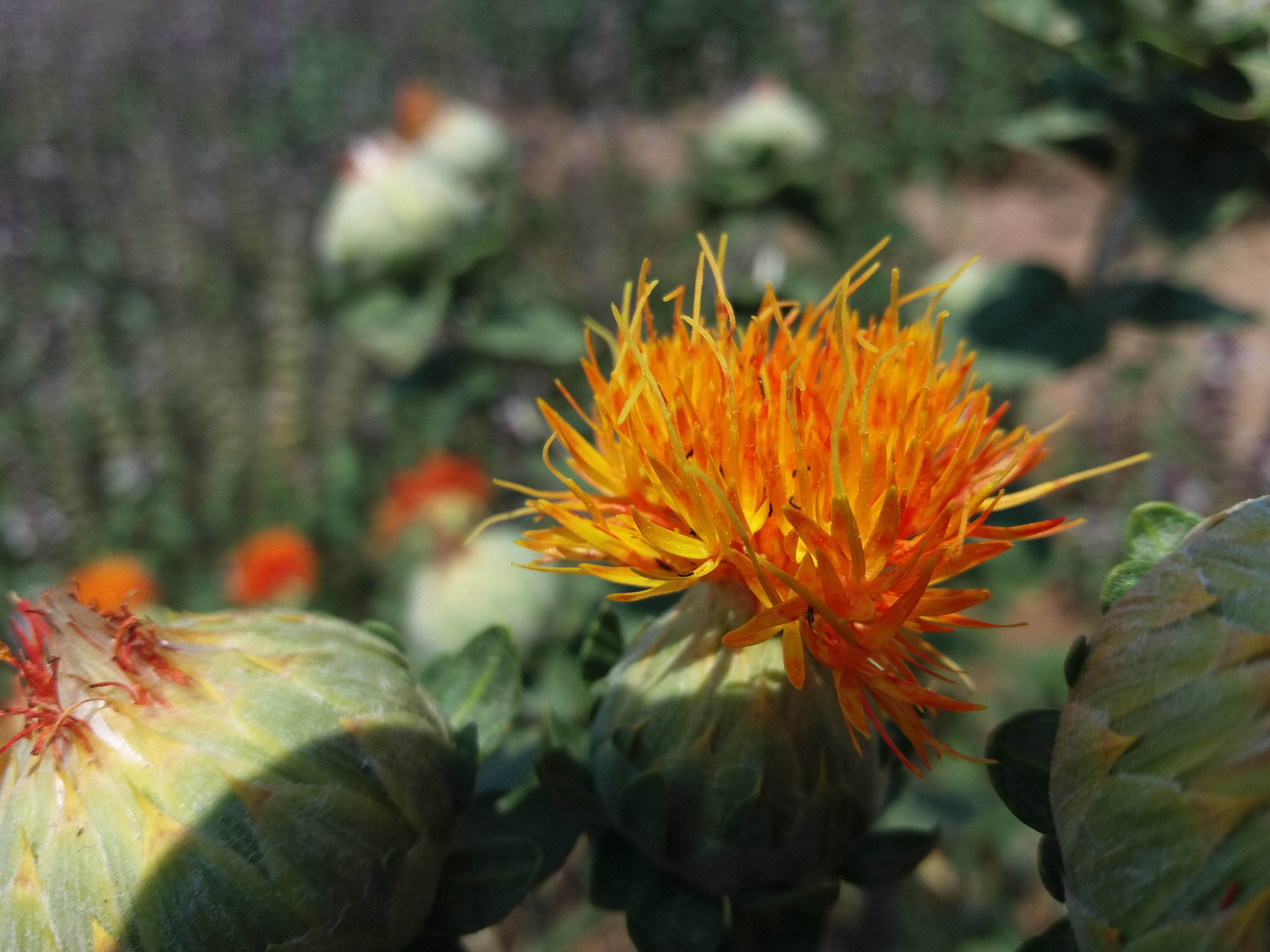
کشت گلرنگ در روستای شنگل آباد

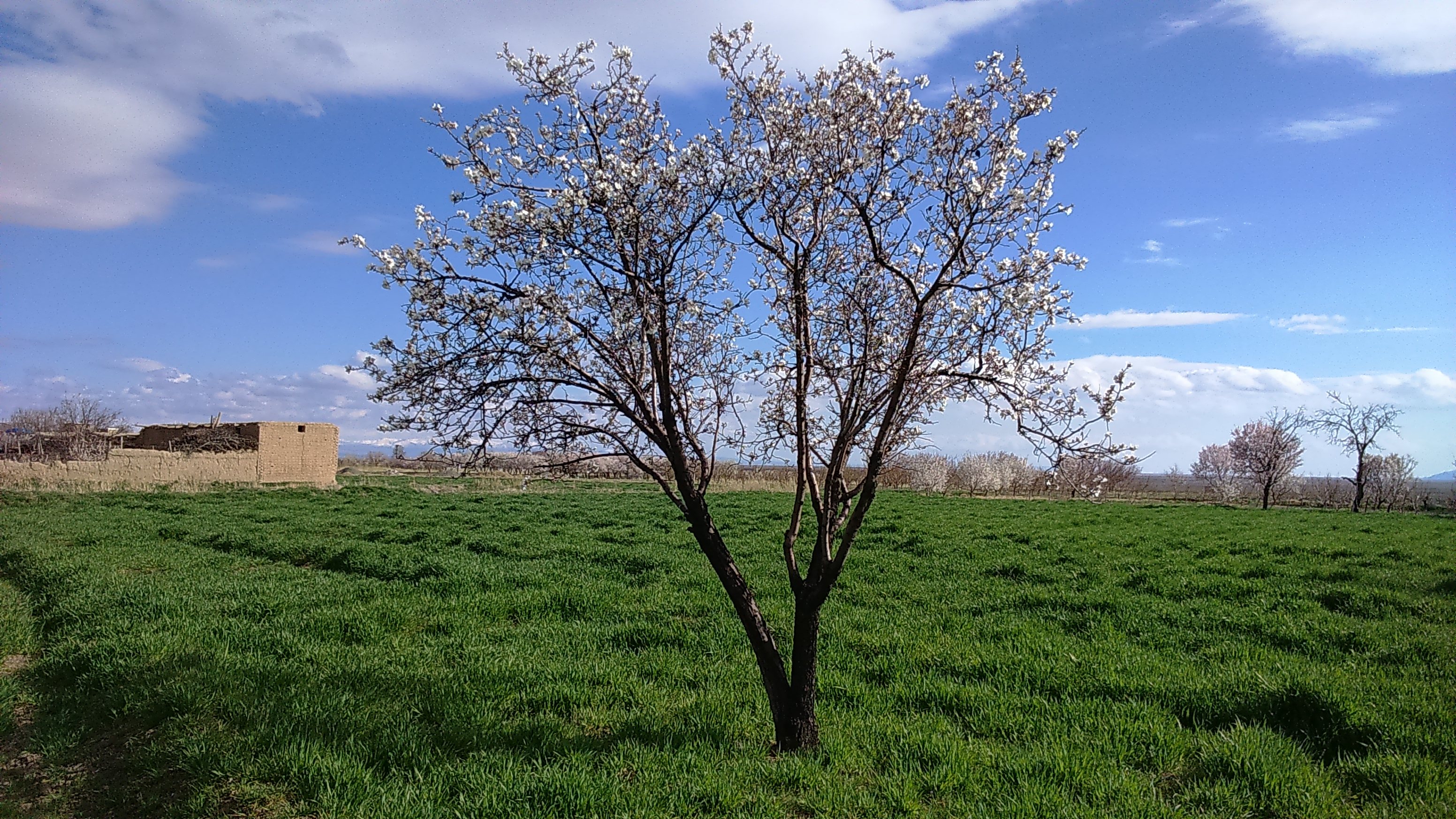
درخت بادام در میان زمین‌های کشاورزی